# Der Kanzler von Tirol
Der Kanzler von Tirol ist ein historischer Roman des deutsch-österreichischen Schriftstellers Hermann von Schmid. Der Roman erzählt die Geschichte Wilhelm Bieners. Erstmals ist der Roman als dreibändiges Werk im Jahre 1862 erschienen.

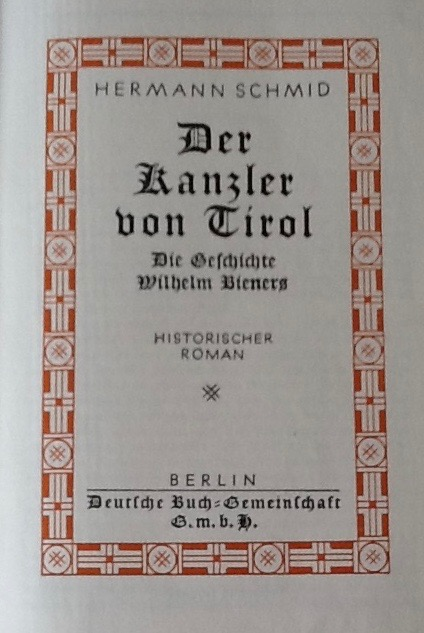
Titelseite des Buches in einer Ausgabe der Deutschen Buch-Gemeinschaft Berlin aus dem Jahr 1929

## Historischer Hintergrund
Der Roman ist im Zeitgeist des 19. Jahrhunderts geschrieben; er spielt in der Zeit der Gegenreformation am Ende des Dreißigjährigen Krieges. Es war die Zeit der Verfolgung der „lutherischen Ketzer“ in Tirol. Im Buch werden die Gegensätze der damaligen katholischen Kirche – in erster Linie durch den Jesuitenorden repräsentiert – und der freien Tiroler Stände geschildert. Weiter wird der Gegensatz zwischen deutschen und italienischen (im Buch als „welsche“ bezeichnet) Landesherren beschrieben.
Die Landesherrin war die Erzherzogin von Österreich, Claudia von Medici, Witwe des Erzherzogs Leopold V. von Österreich-Tirol, die zwischen 1632 und 1646 als Regentin für ihren minderjährigen Sohn Ferdinand Karl das Land Tirol regierte, sie wurde von dem aus Lauchheim in Württemberg stammenden Dr. Wilhelm Biener als Kanzler tatkräftig unterstützt.
Hermann von Schmid berichtet in einer Schlussbemerkung über die Entstehungsgeschichte seines Buches. Er habe zwei volle Jahre mit dem Studium von Quellenmaterial für dieses Buch zugebracht und im Ferdinandeum zu Innsbruck zahlreiche Urkunden, Kriminaluntersuchungsakten und Dokumente aus der damaligen Zeit ausgewertet, die in das Buch eingeflossen seien. Am Ende der Schlussbetrachtung ist ein Register einschlägiger Quellen und der Literatur angegeben, die in diesem Buch Verwertung fanden. In den einundzwanzig umfangreichen Kapiteln seines in der Erstausgabe 926 Seiten umfassenden Werks beschreibt der Autor den letzten Abschnitt des Lebens von Wilhelm Biener als Kanzler von Tirol. Das Buch ist in Teilen Fiktion.

## Inhalt
Der verwitwete Wilhelm Biener wird nach Übernahme der Regentschaft Claudia von Medicis über Tirol als der mächtige, unerschütterliche Kanzler, treue Berater und enge Vertraute seiner Herrin dargestellt. Er wurde durch seine außerordentliche Bildung und sein angeborenes Organisationstalent hoch geschätzt, war jedoch auch wegen seines Hochmuts bei seinen Gegnern unbeliebt und verhasst. Durch seine zynische und spöttische Art machte er sich rasch eine Anzahl von Personen zu erbosten Feinden. Die Erbitterung seiner Gegner entsprang hauptsächlich aus seiner energischen Abneigung gegen die italienische Frivolität, die sich vor allem unter Claudias Sohn Ferdinand Karl breit machte, und aus dem Hass der südlichen Bistümer, welche sich gerne von Tirol losgesagt hätten. Ganz besonders machte sich Biener bei seinen Erzfeinden, dem Kanzler der vorderösterreichischen Lande Isaak Volmar, dem Kammerpräsidenten Schmauß und dem Brixener Weihbischof Josua Perkhofer, unbeliebt, die ihm letztlich nach seinem Leben trachten werden.
Biener kritisierte heftig den Verkauf  der Tiroler Herrschaftsrechte an Graubünden. Eine Schlüsselszene ist die Schilderung des Innsbrucker Landtages, in dem zwei Welten aufeinanderprallten: auf der einen Seite der deutsche Adel gemeinsam mit dem Tiroler Bauernstand und auf der anderen Seite die welschen Stände und der katholische Klerus. Als Prototyp eines standesbewussten, aber gleichzeitig freien Tiroler Bauern kann die Figur des aus dem Passeiertal stammenden Schildhofer angesehen werden, der Claudia von Medici treu und hingebungsvoll ergeben ist und der sie auch als einer von Wenigen duzen darf.
Biener gelang es als Kanzler von Tirol, die Einheit des Landes zu wahren: „Es darf kein eigenes Wohl geben, nur das Wohl der Gesamtheit, wenn ehrliche Politik gemacht werden soll,“ lautete einer seiner Wahlsprüche. Wilhelm Biener lag einerseits das Wohl des Landes Tirol am Herzen, dessen Zukunft er als ‚deutschnationaler Patriot‘ nur im Verbund mit dem Deutschen Reich sah. Andererseits verliebte er sich unsterblich in die Herzogin Claudia von Medici. Claudia erwiderte seine Liebe, sie blieb jedoch unerfüllt, da beide darauf zugunsten des Landes Tirol verzichteten. Letztlich handelte es sich um eine rein platonische Liebe.
Der Stern von Wilhelm Biener begann zu sinken, als Claudia von Medici im Jahr 1646 die Herrschaft an ihren älteren Sohn Ferdinand Karl abgab und nicht mehr in der Lage war, ihre schützende Hand über Biener zu halten. Ferdinand Karl entpuppte sich als schwacher, wankelmütiger und leicht beeinflussbarer Herrscher. Unter dem Einfluss seiner ‚welschen‘ Hofschranzen wurde Biener von seinem Amt als Tiroler Kanzler abberufen; seinen Feinden gelang es, Ferdinand Karl mit „erlogenen Tatsachen“ derart zu beeinflussen, dass der Regent einem Prozess gegen Biener wegen Hochverrats zustimmte. Biener wurde verhaftet, sein Eigentum durchsucht, und er wurde auf die Burg Rattenberg gebracht und eingekerkert. Dort wurde er in einem Schauprozess mit Wissen des Erzherzogs (den man über den genauen Tatbestand bewusst nicht unterrichtete) von Fiskal Hippoliti verhört und letztlich zum Tode durch das Schwert verurteilt.
Nachdem der Bruder des regierenden Herzogs Sigismund Franz, der Biener als seinen ehemaligen Lehrer hoch verehrte und schätzte, von den Ereignissen, die sich auf Burg Rattenberg abspielten, erfuhr, eilte er zu seinem Bruder und bewegte Ferdinand Karl, das Urteil aufzuheben, womit sich dieser auch einverstanden erklärte. Der Eilbote, der die Änderung des Urteils auf die Burg Rattenberg überbringen sollte, wurde jedoch von Bieners Feinden durch Täuschung in einem Gasthaus aufgehalten und betrunken gemacht. Als der Bote – ein Analphabet – dann endlich von einem Priester den wahren Inhalt seiner zu überbringenden Botschaft erfuhr, eilte er vergebens zum Tatort. Als er mit dem Änderungsdekret über die Begnadigung dort ankam, war das Urteil bereits vollstreckt, Biener war enthauptet.

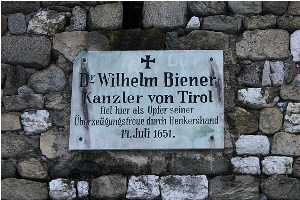
Gedenktafel für Kanzler Wilhelm Biener in Burg Rattenberg

Heute erinnert an der Stätte der Hinrichtung eine Gedenktafel an Wilhelm Biener.
Als Bieners zweite Ehefrau Elisabeth von der Vollstreckung des Urteils erfuhr, verfiel sie dem Wahnsinn. Sie stürzte sich von dem Felsen des Büchsenhauser Gufels in die Tiefe; davor verfluchte sie jedoch die Verursacher von ihres Mannes Tod. Ihre Prophezeiung erfüllte sich, Schmauß – der Hauptschuldige an Bieners Tod – starb noch im Herbst desselben Jahres. Das Haus, in dem Biener lebte, wurde samt Inventar von Hippoliti konfisziert, die Insassen vertrieben. Dieses Haus gibt es heute noch: es ist das ‚Büchsenhaus‘ auf der linken Inn-Seite.

## Rezeption
Franz Hilpert (1837–1907) bearbeitete den Roman als Trauerspiel (1878) für die Bühne, Josef Wenter als Schauspiel (1934).

## Ausgaben (Auswahl)
- Erstausgabe: Herman [sic!] Schmid: Der Kanzler von Tirol. Geschichtlicher Roman. E. A. Fleischmann’s Buchhandlung, München 1862 (3 Bände, Digitalisat: Band 1, Band 2, Band 3).
- Herman [sic!] Schmid: Der Kanzler von Tirol. Geschichtlicher Roman (= Herman Schmid’s Gesammelte Schriften. Volks- und Familien-Ausgabe, Bände 10–13).
  - Ernst Keil, Leipzig, 1. Auflage 1869.
  - Ernst Keil, Leipzig, 2. Auflage 1873–1874 (in dieser Auflage teilweise unter dem Titel Der Kanzler von Tyrol).
  - Union Deutsche Verlagsgesellschaft, Stuttgart/Berlin/Leipzig, 2. Auflage ca. 1875 (4 Bände, Digitalisat: Band 1, Band 2, Band 3, Band 4).
- Hermann Schmid: Der Kanzler von Tirol. Deutsche Buch-Gemeinschaft, Berlin 1929.
- Gekürzte Bearbeitung: Hermann Schmid: Der Kanzler von Tirol. Historischer Roman. Nach der Originalausgabe bearbeitet von Dr. O. Kürsten und Dr. J. Simmermacher. Keysersche Verlagsbuchhandlung, Heidelberg 1956.